# Фуковский, Александр Васильевич
Александр Васильевич Фуковский (1 октября 1920 — 2 мая 1997) — полковник Советской Армии, участник Великой Отечественной войны, Герой Советского Союза (1943).

## Биография

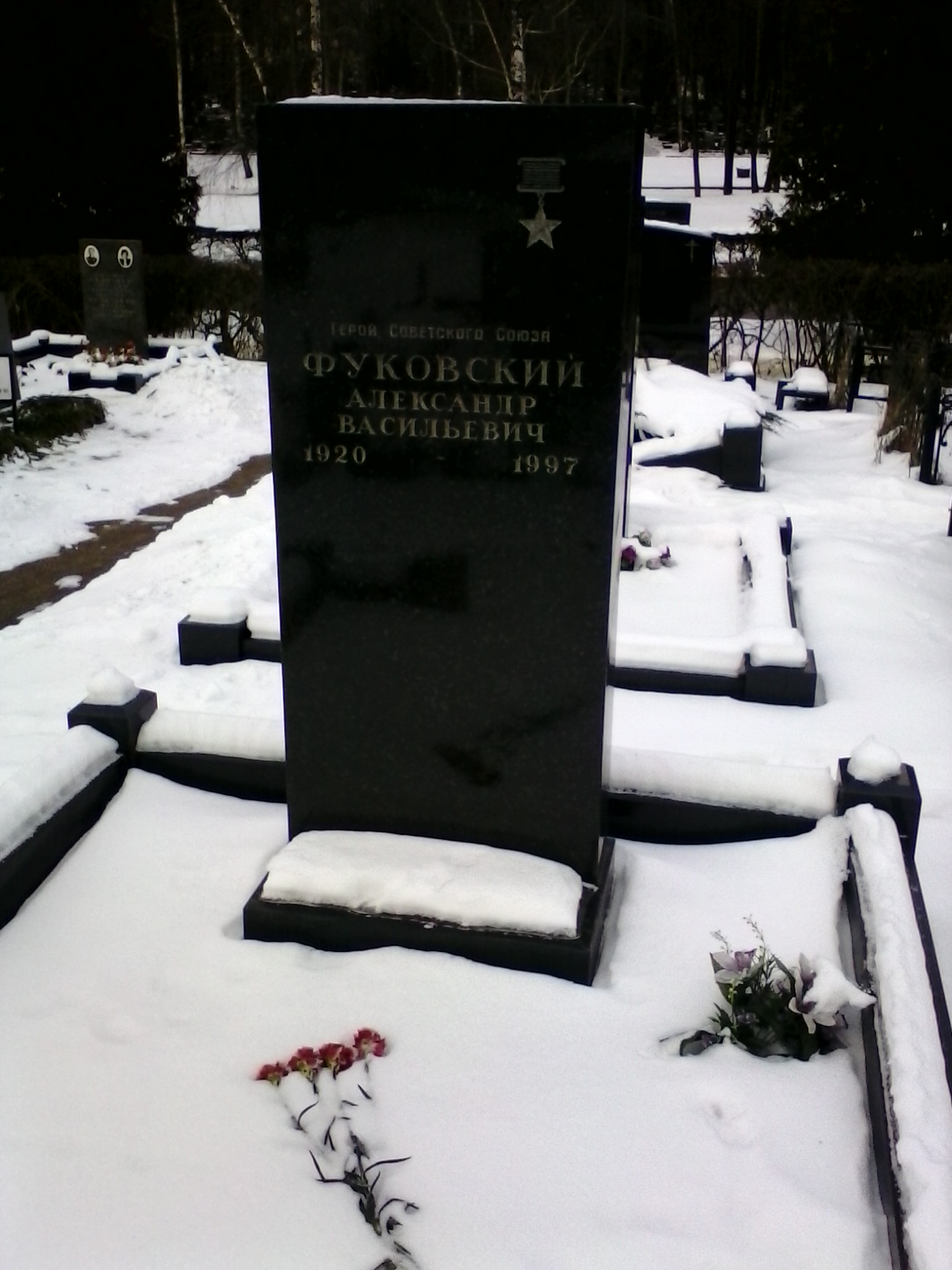
Могила Фуковского на Троекуровском кладбище Москвы.

Александр Фуковский родился 1 октября 1920 года в селе Зарубинцы (ныне — Монастырищенский район Черкасской области Украины). После окончания десяти классов школы работал счетоводом в городе Ош Киргизской ССР. В 1939 году Фуковский был призван на службу в Рабоче-крестьянскую Красную Армию. В 1942 году он окончил Московское пулемётно-миномётное училище. К сентябрю 1943 года гвардии лейтенант Александр Фуковский командовал миномётной ротой 24-й гвардейской мотострелковой бригады 7-го гвардейского механизированного корпуса 60-й армии Центрального фронта. Отличился во время битвы за Днепр.
25 сентября 1943 года рота Фуковского одной из первых переправилась через Днепр в районе села Домантово Чернобыльского района Киевской области Украинской ССР и приняла активное участие в боях за захват и удержание плацдарма на его западном берегу, отразив большое количество немецких контратак.
Указом Президиума Верховного Совета СССР от 17 октября 1943 года за «мужество и героизм, проявленные в борьбе с немецкими захватчиками», гвардии лейтенант Александр Фуковский был удостоен высокого звания Героя Советского Союза с вручением ордена Ленина и медали «Золотая Звезда» за номером 1226.
После окончания войны Фуковский продолжил службу в Советской Армии. В 1947 году он окончил Военную академию бронетанковых и механизированных войск. В 1976 году в звании полковника Фуковский был уволен в запас. Проживал и работал в Москве. Скончался 2 мая 1997 года, похоронен на Троекуровском кладбище Москвы.
Был также награждён орденом Отечественной войны I степени, двумя орденами Красной Звезды, орденом «За службу Родине в Вооружённых Силах СССР» III степени и рядом медалей.

## Награды и звания
- Герой Советского Союза (17.10.1943)
- Орден Ленина
- Медаль "Золотая Звезда"
- Орден Отечественной войны I степени
- Два Ордена Красного Знамени
- Орден «За службу Родине в Вооружённых Силах СССР» III степени
- Ряд медалей